# Malavijski nyiha (jezik)
Malavijski nyiha jezik (ISO 639-3: nyr; shinyiha, kinyiha), nigersko-kongoanski jezik sličan jeziku nyiha [nih], kojim u Malaviju u selima oko grada Kameme u provinciji Northern, govori oko 10 000 ljudi (2007). Različit je od jezika nyika [nyf] (Giryama) iz Kenije i nyiha [nih] iz Tanzanije, kojemu je sličan ali i dovoljno različit da su nerazumljivi.
Malavijski nyiha klasificira se podskupini nyika-safwa (M.20), šira skupina centralnih bantu jezika iz zone M, krajni sjever Malavija. Priznat je 2008.